# Tumbling Dice
Tumbling Dice är en sång skriven av Mick Jagger och Keith Richards, och ursprungligen framförd av rockgruppen Rolling Stones på albumet Exile on Main St., samt släppt på singel 1972. Låten handlar om en spelare som inte klarar av att vara trogen sina kvinnor. Den har senare spelats in och framförts i flera versioner, även med vissa textändringar, av bland annat Linda Ronstadt 1978 och Jill Johnson i duett med Kim Carnes på albumet Music Row av Jill Johnson 2007.
Låten hette i ett tidigt stadium "Good Time Women" och spelades in av Rolling Stones under inspelningarna till Sticky Fingers. Versionen som kom med på Exile on Main St. spelades liksom många andra låtar på albumet in i Villefranche-sur-Mer i Frankrike. Eftersom Bill Wyman inte närvarade då låten spelades in fick Mick Taylor spela bas på inspelningen.

## Listplaceringar
| Lista (1972-1973) | Position              |
| ----------------- | --------------------- |
| Australien        | 11                    |
| Finland           | 26                    |
| Irland            | 14                    |
| Kanada            | 7                     |
| Nederländerna     | 5                     |
| Norge             | 6                     |
| Spanien           | 7                     |
| Storbritannien    | 5                     |
| Sverige           | 11 (Kvällstoppen)     |
| Sverige           | 6 (Tio i topp)        |
| USA               | 7 (Billboard Hot 100) |
| Västtyskland      | 17                    |

### Fotnoter
1. ↑  ”Svensk mediedatabas”. http://smdb.kb.se/catalog/id/002206876. Läst 25 maj 2011.
2. 1 2  ”Listplacering”. http://suomenlistalevyt.blogspot.com/2015/08/roc-rox.html. Läst 22 april 2021.
3. ↑  ”Listplacering”. http://irishcharts.ie/search/placement?page=1&search_type=title&placement=Tumbling+Dice. Läst 22 april 2021.
4. ↑  ”Listplacering”. https://www.bac-lac.gc.ca/eng/discover/films-videos-sound-recordings/rpm/Pages/image.aspx?Image=nlc008388.7697&URLjpg=http%3a%2f%2fwww.collectionscanada.gc.ca%2fobj%2f028020%2ff4%2fnlc008388.7697.gif&Ecopy=nlc008388.7697. Läst 22 april 2021.
5. ↑  ”Listplacering”. http://dutchcharts.nl/showitem.asp?interpret=The+Rolling+Stones&titel=Tumbling+Dice&cat=s. Läst 25 maj 2011.
6. ↑  ”Listplacering”. http://hitparade.ch/showitem.asp?interpret=The+Rolling+Stones&titel=Tumbling+Dice&cat=s. Läst 25 maj 2011.
7. ↑  Salaverri, Fernando (2005). Sólo éxitos: año a año, 1959–2002 (1:a uppl.). ISBN 978-84-8048-639-2
8. ↑  ”Rolling Stones Chart History” (på engelska). The Official UK Charts Company. https://www.officialcharts.com/artist/28195/rolling-stones/. Läst 22 april 2021.
9. ↑  Hallberg, Eric (1993). Kvällstoppen i P3 (1:a uppl.). ISBN 91-630-2140-4
10. ↑  Hallberg, Eric (1998). Tio i topp - med de utslagna på försök 1961-74 (1:a uppl.). ISBN 91-972712-5-X
11. ↑  ”Listplacering”. https://www.billboard.com/music/the-rolling-stones/chart-history/HSI/4. Läst 22 april 2021.
12. ↑  ”Charts Surfer”. http://www.charts-surfer.de/. Läst 8 juli 2013.